# Literaturpreis der Landeshauptstadt München
Der Literaturpreis der Landeshauptstadt München wurde 1928 auf Initiative Thomas Manns durch den Literaturbeirat der Stadt München als Dichterpreis der Stadt München begründet. Seit  1957 lautete die Bezeichnung Förderpreis Literatur, 1991 wurde er umgewandelt in die Auszeichnung mit der heutigen Benennung und neuer Zielsetzung. Zunächst wurde er alle zwei Jahre verliehen. Seit 1999 wird der Preis alle drei Jahre vergeben, im Wechsel mit dem Publizistikpreis der Landeshauptstadt München und dem Übersetzerpreis der Stadt München. Dabei wurde die Preissumme auf 10.000 Euro erhöht.
Die Auszeichnung will „ein in Stil und Gehalt herausragendes literarisches Gesamtwerk“ würdigen. Die Preisträger müssen dabei „aus der Region München stammen oder eine enge Verbindung zu München als Ort ihrer Herkunft oder ihres Schaffens haben“. Das Vorschlagsrecht liegt bei einer vom Stadtrat berufenen Kommission, bestehend aus Fachjuroren und Mitgliedern des ehrenamtlichen Stadtrats.

## Preisträger
- 2023 Dagmar Leupold
- 2020 Christine Wunnicke
- 2017 Mirjam Pressler
- 2014 Hans Pleschinski
- 2011 Keto von Waberer
- 2008 Tilman Spengler
- 2005 Herbert Rosendorfer
- 2002 Uwe Timm
- 1999 Ernst Augustin
- 1997 Günter Herburger
- 1995 Hermann Lenz
- 1993 Gert Hofmann
- 1991 Carl Amery
- 1990 Gert Heidenreich
- 1989 Uwe Timm
- 1986 Said
- 1981 Renate Axt
- 1980 Mathias Schröder
- 1975 Janosch
- 1973 Philipp Arp
- 1964 Tankred Dorst
- 1963 Hellmut von Cube
- 1962 Herbert Schneider
- 1958 Reiner Zimnik
- 1957 Lion Feuchtwanger
- 1956 Erich Kästner
- 1954 Wilhelm Hausenstein
- 1953 Mechtilde Lichnowsky
- 1952 Eugen Roth
- 1951 Gottfried Kölwel
- 1950 Annette Kolb
- 1949 Georg Schwarz
- 1948 Ernst Penzoldt
- 1947 Gertrud von le Fort
- 1945 Peter Dörfler
- 1938 Josef Ponten

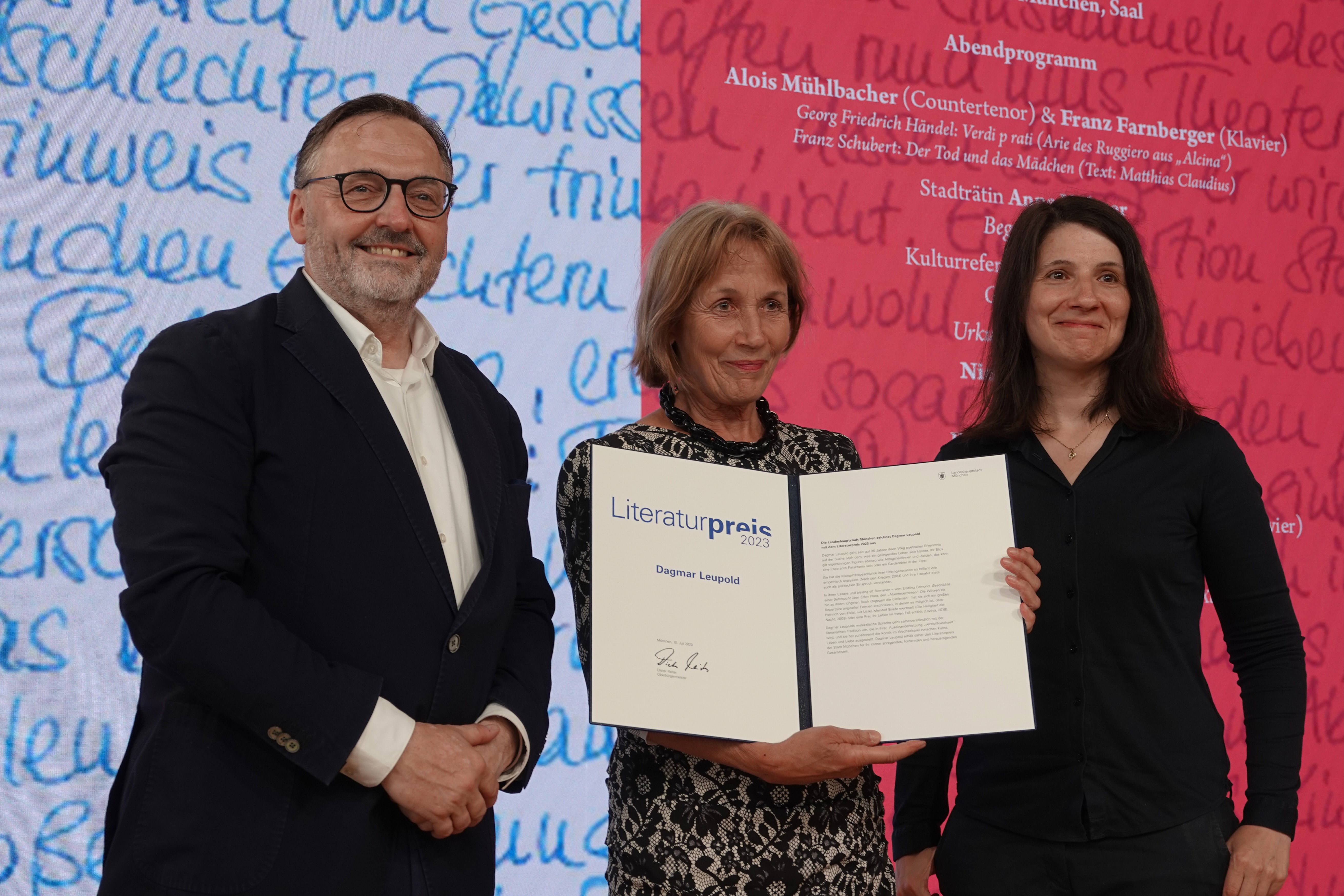
Preisträgerin 2023: Dagmar Leupold, links Kulturreferent Anton Biebl, rechts Stadträtin Anne Hübner

- 1938 Franz Buchner (für sein Buch Kamerad! Halt aus! Aus der Geschichte des Kreises Starnberg der NSDAP.)[2]
- 1937 Alfons von Czibulka
- 1936 Ludwig Friedrich Barthel
- 1935 Georg Britting
- 1933 Hans Zöberlein
- 1932 Ruth Schaumann
- 1931 Josef Magnus Wehner
- 1930 Hans Brandenburg
- 1929 Willy Seidel
- 1928 Hans Carossa